# Modesto Lafuente y Zamalloa
Modesto Lafuente y Zamalloa (Rabanal de los Caballeros, Cervera de Pisuerga, Palència, 1 de maig de 1806 – Madrid, 25 d'octubre de 1866) va ser un periodista, historiador i escriptor satíric espanyol, que va emprar els pseudònims de Fray Gerundio i Pelegrín Tirabeque.

## Joventut
El seu pare va ser un "médico de espuela" (metge itinerant que ha de servir a un grup de petits pobles dispersos) natural del municipi palentí d'Olea de Boedo i la seva mare era de Bilbao; Pérez Garzón ha suggerit que el pare va ser afrancesat. Seguint els passos del seu germà Manuel, que era sacerdot, quan va complir catorze anys (1819) va ingressar en el seminari de Lleó i se li va donar la tonsura en 1820, quan començava el Trienni Liberal; va prosseguir en el seminari d'Astorga i va sortir lliure de les juntes de depuració de 1824 com no oposat a l'absolutisme; va estudiar teologia i lleis a la Universitat de Valladolid mentre la seva família, a causa dels canvis de destinació del pare metge, anava d'un lloc a un altre per Castella la Vella. Però en 1828 es van tancar les universitats. L'historiador de la premsa Marcelino Tobajas suggereix que en aquells dies va ingressar en la maçoneria, encara que no és clar. En 1831 és nomenat bibliotecari i poc després catedràtic de Filosofia del seminari de Astorga. A la mort del rei Ferran VII d'Espanya en 1833 Lafuente dubta a ordenar-se sacerdot definitivament i, per fi, renúncia, es decideix pel bàndol liberal i muda la carrera eclesiàstica per la política; els seus superiors del seminari ja e tenien per isabelí i liberal almenys des de 1836 en Lleó. Se li va donar el càrrec de secretari de la junta diocesana i allí va assistir a les conseqüències de la Desamortització de Mendizábal, de la qual sempre renegarà en el Fray Gerundio perquè va ser negativa per al clergat i no va millorar l'economia del país. De fet, aquest famós personatge, creat per ell, era un frare exclaustrat per la desamortització.
Liberal progressista, va fundar a Lleó el periòdic Fray Gerundio (1837), d'estil satíric, que va prosseguir després en Madrid fins a 1849 amb una interrupció entre 1843 i 1848. Des d'ell va difondre les idees de llibertat i progrés material i moral. Va gaudir d'enorme fama a tot Espanya, especialment per les seves «Capilladas» satíriques sobre costums i problemes i personatges polítics, en forma de diàlegs còmics de Fra Gerundi (el nom del qual va prendre de la famosa novel·la satírica del pare José Francisco de Isla) i el llec Pelegrín Tirabeque. Recollí aquests articles a Colección de capilladas y disciplinazos (1837–1840) i Teatro social del siglo XIX (1846); però la col·lecció original abasta quinze volums en la primera sèrie (1837-1840 i gener-juny de 1842) i altres dos en la segona (des del 5 de juny de 1843 a gener de 1844). El gran èxit dels seus personatges cervantins va ser veritablement insòlit per a l'època i li va reportar grans beneficis econòmics a l'autor.
No cal parlar de costumisme pròpiament dit en aquesta obra, perquè la visió que traspua el conjunt és política i, com el mateix autor defineix, social. En aquest sentit, Baroja afirmava que "es pot considerar a Modesto Lafuente com un pioner de la Sociologia o, si es vol (i sense apartar-se de l'ocupació d'un barbarisme com el que suposa la composició de vocables mixts de grec i de llatí) de la Sociografía".

## Deriva conservadora
El setembre del 1837 va ser nomenat oficial primer del govern civil, quan ja els seus escrits començaven a comerciejar-li fama; no obstant això, no va voler assignar una ideologia determinada al Fray Gerundio, malgrat el seu notori liberalisme. Els seus models declarats com a satíric són Juvenal i Miguel de Cervantes Saavedra, però nega ser seguidor de Mariano José de Larra. En 1838 va conèixer al gran editor Francisco de Paula Mellado, propietari del periòdic La Estafeta, qui li va proposar editar el Fray Gerundio a Madrid. Encara que va obtenir l'amistat del general Francisco Linaje (1795-1847), braç dret de Baldomero Espartero, i es va cartejar amb ell a fi d'obtenir informació sobre Isabel II, va polemitzar i va obtenir la malvolença del general Joan Prim, a qui havia batejat com Pringue en el seu periòdic. A l'estiu de 1840 va fer un viatge per Europa, detenint-se especialment a França i Bèlgica. Al maig de 1843 es va casar amb la germana del seu editor, la granadina María Concepción Mellado, qui en aquest moment tenia vint-i-cinc anys; en aquells dies el seu treball com a escriptor li havia donat un capital d'un milió i mig de rals, una xifra gens negligible en aquesta època. En 1850 edita el primer tom de la seva Historia general de España, tasca en què estarà ocupat fins a 1866 i li valdrà ser nomenat membre de la Reial Acadèmia de la Història des de 1853, pronunciant un discurs d'ingrés sobre Fundaciones y vicisitudes del Califato de Córdoba, causas y consecuencias de su caída
L'evolució de Lafuente el va portar des del liberalisme a una postura més conservadora i moderada. Des de 1854 va treballar a favor de Leopoldo O'Donnell i la Unió Liberal, ja que "ja no creia en els extrems" i va participar durant el Bienni Progressista en la redacció d'una nova Constitució espanyola. En 1856 va ser nomenat director de la recentment creada Escola Superior de Diplomàtica i va figurar com a integrant de la Junta Superior d'Arxius i Biblioteques. En 1865 fou membre del Consell d'Estat. Va morir l'any 1866 deixant tres fills i, encara que va ser enterrat a Madrid, el 1971 les seves restes van ser traslladades al panteó familiar en la localitat de Mayorga de Campos (Valladolid). Condecorat amb la gran creu de l'Orde d'Isabel la Catòlica, va ser membre de la Reial Acadèmia de la Història i de la Reial Acadèmia de Ciències Morals i Polítiques. En la Reial Acadèmia de la Llengua pot veure's un dels pocs retrats seus que es conserva.

## Obra
A part de pel seu periòdic, Modesto Lafuente és recordat per la seva monumental Historia General de España (1850-1867) en sis toms i trenta volums. L'obra va ser conseqüència de la lectura per l'autor de la Histoire d'Espagne (París, 1839) de Charles Romey en nou toms; sentint-se descontent que no hi hagués una obra de conjunt sobre el seu país des de l'època ja remota de Juan de Mariana, i incitat segurament per l'editor Francisco de Paula Mellado, va decidir escriure i publicar una nova composta per un espanyol. Una segona edició (13 volums) es va publicar entre 1874 i 1875. Més tard es va imprimir una revisió de Juan Valera y Alcalá Galiano que va continuar fins a la mort d'Alfons XII en 25 vols. (1887-1890) amb la col·laboració a més de Andrés Borrego i Antonio Pirala y Criado. Una última edició ampliada fins a la majoria d'edat d'Alfons XIII per Josep Coroleu i Gabriel Maura Gamazo es va fer a Barcelona: Montaner y Simón, 1930.
Es considera a aquesta una obra paradigmàtica de la historiografia liberal espanyola del vuit-cents, ja que va dur a terme la primera història d'una Espanya concebuda com nació unitària des de temps immemorials i va suposar la superació definitiva de l'antiga història de Juan de Mariana de 1600 i, per la seva gran difusió, va contribuir activament a la difusió de la consciència nacional espanyola. Ofereix una visió de la història d'Espanya providencialista, unida i cristiana des dels seus orígens, recolzada sempre per la providència:
Per fortuna hi ha un altre principi més alt, més noble, més consolador al fet que recórrer per explicar la marxa general de les societats: la Providència, que, alguns, no podent comprendre-la, han confós amb el fatalisme
Altres obres seves són Viaje de Fray Gerundio por Francia, Bélgica, Holanda y orillas del Rin (1842), amb interessants notícies de viatge, el ja citat Teatro social del siglo XIX (1846), de caràcter costumista i satíric; Viaje aerostático (1847), sàtira política sobre Europa, i La cuestión religiosa (1855), defensa de la unitat catòlica espanyola.